# Temple d'Hera
|  | Aquest article tracta sobre el temple d'Hera. Vegeu també temple d'Hera (Paestum). |

El Temple d'Hera a Olímpia, Grècia, és un monument rellevant de l'arquitectura de l'estil dòric.
El temple està consagrat a Hera, l'esposa de Zeus i una de les divinitats femenines més importants de la religió grega antiga.
L'Heraion a Olímpia està situat al nord de l'altis (el recinte sagrat). És el temple peripteral més antic d'aquest lloc i un dels primers temples grecs d'estil dòric. Podria haver-hi hagut un lloc anterior de culte al mateix emplaçament. El temple es va erigir cap a l'any 600 aC, probablement dedicat a la Triphylia de la Polis de Skillous. S'insinua que una ciutat propera es va construir originàriament en honor del déu suprem, Zeus. En aquest cas, el temple es va rededicar temps després a Hera, probablement després del 580 aC, quan el control d'Olímpia va passar de Triphylia a Elis, o al segle v aC, quan es va construir el famós Temple de Zeus. El temple d'Hera va ser destruït per un terratrèmol a començaments del segle IV dC No es va tornar a reconstruir.
El temple mesura 50.01 x 18.76 metres en estilobats; aquestes proporcions tan allargades són característiques de l'arquitectura dòrica arcaica. Té un peripteu de 6 per 16 columnes. Originàriament eren de fusta i gradualment es van substituir per columnes de pedra. A mesura que aquestes columnes eren substituïdes en períodes molt diferenciats entre el període arcaic de l'antiga Grècia i la Roma antiga i es forjaven sota la influència dels seus estils contemporanis respectius, es diferencien considerablement en proporcions i detalls. Al segle ii, l'escriptor i viatger Pausànias va veure una columna de fusta a l'opistòdom. Les parets tenien un sòcol de pedra amb una superestructura d'argila, una altra característica típica de l'arquitectura grega arcaica. Forats a les protuberàncies al final de les parets (les anomenades antae indiquen que un revestiment les protegeix de les inclemències del temps. L'entaulament de sobre les columnes deuria haver sigut de fusta, però mai se n'han trobat restes. El temple té un sostre d'estil Lacònic; els timpans es van decorar amb un disc d'acròtera de 2,5 metres de diàmetre, cadascun d'una sola peça (se'n pot trobar una al museu d'Olímpia).
Pausànias constata que hi ha dues estàtues de culte dins la sala, o naos, del temple: Hera asseguda i Zeus dempeus. Al museu d'Olímpia es pot trobar un cap de pedra arcaic que podria haver pertangut a l'estàtua d'Hera. En temps de Pausanias, l'edifici també es va fer servir per conservar altres nombrosos objectes com moltes més estàtues de divinitats i ofrenes votives. Entre els pocs objectes que encara es conserven trobem l'estàtua identificada normalment com l'Hermes amb Dionís infant de Praxíteles, un dels exemples més ben conservats de l'escultura grega. El temple també guardava l'altar on es mostraven les corones d'olivera per als guanyadors dels Jocs Olímpics antics. Avui, la flama olímpica s'encén allà on hi havia hagut el temple.

Plànol del santuari d'Olímpia (Grècia)